# E-8 (航空機)
E-8 ジョイントスターズ
- 用途：早期警戒管制機
- 製造者：ボーイング / ノースロップ・グラマン社
- 運用者： アメリカ合衆国（アメリカ空軍）
- 初飛行：1988年
- 生産数：17機
- 退役：2023年
- 運用状況：退役
- ユニットコスト：2億4,440万USドル (1998年)

E-8 J-STARS（Joint Surveillance and Target Attack Radar System ジョイントスターズ）は、アメリカ空軍が保有する軍用機の一種。レーダーで敵地上部隊を探知、識別し、味方地上部隊を指揮・管制する。対地版早期警戒管制機（AWACS機）とも呼べる機体である。J-STARSのSTARSは直訳すると「監視および目標攻撃レーダーシステム」となる。
本機は空から地上を監視・管制するという性格の機体であるため、空軍と陸軍の共同で計画された。J-STARSのJ (Joint)は、この共同計画を意味している。

## 概要
E-8 J-STARSは、中古のボーイング707-320を買い上げたうえで、ノースロップ・グラマンが任務に必要な装備を追加するという方式で製造された。1985年より開発が開始され、母機となる2機が取得された。初飛行は1988年12月22日で、実用的な改修を経た作戦能力獲得後、1999年には旧ユーゴスラビア解体に伴う諸紛争においてNATO主導で実施されたアライド・フォース作戦や、21世紀に入ってからのイラク戦争などで実戦において活躍している。
前部胴体の下に、細長いフェアリングを設け、ここに対地監視用の側方監視レーダー・AN/APY-3を装備している。これを使用することにより、地上にいる車輌の動きがリアルタイムで機上のコンソール画面に表示される。このAN/APY-3は、地上の精密な観測を目的とした合成開口レーダーモードと、移動目標の追尾を優先させたドップラー・レーダーモードを使い分けることができる。後者は高速な走査ができる反面、精密な監視を苦手とするが、それでも車両速度などによって装輪車と装軌車を区別出来る場合もあるといわれる。かつてはレーダーの性能が不足しているため、地上車輌のような小型目標を捕捉・追尾するのは難しかったが、精度の高いビームを発振可能になり、さらに、得られた情報を処理するコンピュータの高性能化が実現したため、実戦投入できるようになった。
E-3やE-767が航空機の動きを探知するのに対し、E-8は地上の車輌に目を配る。また、車輌の移動パターンを基にして、相手が何者なのかを推測することができる。当然、敵にとっては重要目標になるため、この機体は厳重な護衛を必要とする。ただ、E-8が収集したデータは無線を通じて口頭で伝えられるため、聞き間違いをする可能性があり、また、地上の各戦闘員は自身で状況を組み立てる必要がある。この「人間の介在」が問題点である。陸上戦における新時代を切り拓いたE-8は、冷戦終結における西側諸国の勝利に貢献したが、本格的な非正規戦争に直面した2010年頃からは、無人偵察機との連携も含めた迅速かつ高度なデジタル化が可能となる後継機種が構想されている。
2022年2月から退役が始まり、2023年11月4日にジョージア州ロビンス空軍基地で行われた退役式典をもって、全機が退役した。

## 各型解説
E-8A
試作型のE-8Aは1988年12月22日に初飛行し、2機が試験を繰り返していたが、湾岸戦争直前の1991年1月12日にサウジアラビアへ派兵され、停戦までの間イラクでの監視飛行を続けた。
試作機でありながら高い実戦評価を得た本機は、その後量産型E-8Cへと発展した。E-8Aは2機とも改修されてE-8Cとなった。
E-8B
中古機の改造であった試作型E-8Aに対し、機体ごと新造する量産計画に与えられた呼称。F-108エンジン搭載。開発中止。
E-8C
量産型。E-8Aと同様にボーイング707を改造して製造されている。この中にはミネベア航空が売却した-300Cも含まれる。

## 後継機
ボーイング767-400ERを母体としたE-10の開発が進められていたが、結局実証試験のみで開発は中止され、試験結果を元に既存機の改修を行うこととなった。
2015年6月、ロッキード・マーティンは、アメリカ空軍のE-8(JSTARSリキャピタリゼーション・プログラム)を低リスク及び低予算で実現するために、 レイセオン及びボンバルディアと提携を結んだと発表し、ようやく具体化したE-8(JSTARS)の後継機のベースとなる機体には、ガルフストリーム社のビジネスジェットを元にした改造案が提案されている。
それと同時に、イギリス空軍（RAF)が既に導入している「Sentinel R1」と似たコンセプトモデルが発表された。イギリス空軍所属の機体は英国の航空ショーなどで機動飛行を実施しており、E-8よりも高い機動性を見せている。
ボーイングではP-8をベースとしたP-8 AGSも提案している。